# Challenge Desgrange-Colombo 1951
Navigation
Édition précédente Édition suivante
Le Challenge Desgrange-Colombo 1951 est la quatrième édition de ce classement de régularité de cyclisme sur route international. 
On retrouve au calendrier les 10 manches de l'édition précédente, auxquelles il faut ajouter Liège-Bastogne-Liège. Les coureurs doivent avoir participé à au moins une course dans chacun des pays organisateurs (Belgique, France et Italie) pour apparaître au classement final, tandis que la participation au Tour de Suisse n'est pas obligatoire. Paris-Tours est déplacée en octobre,  alors qu'elle avait lieu jusqu'ici au printemps.
Le lauréat est le Français Louison Bobet, qui termine avec un seul point d'avance sur le tenant du titre Ferdi Kübler grâce à sa victoire lors de la dernière course, le Tour de Lombardie. Le classement par pays est remporté pour la première et unique fois par la France. Pour la première fois depuis la création du Challenge Desgrange-Colombo, aucune course n'est remportée par un Belge.

## Controverses
Lors du Tour de Lombardie, Ferdi Kübler arrive à Milan en onzième position, battant au sprint Gino Bartali et Fiorenzo Magni, et conserve ainsi la première place du Challenge Desgrange-Colombo. En novembre, il est cependant disqualifié par la fédération italienne. La firme Bottecchia a formulé un recours contre Kübler, arguant qu'il a effectué un changement de roue interdit durant la course. La commission sportive de la fédération italienne sanctionne pour cela Ferdi Kübler : « Ferdinand Kübler ayant commis une infraction à l'art. 5 du règlement du Tour de Lombardie, en prenant une roue d'un coéquipier de son écurie, il est disqualifié pour cette infraction et mis hors course. De plus il est frappé d'une amende de 3 000 lires. » Cette disqualification lui fait perdre le Challenge Desgrange-Colombo, dont le lauréat est désormais Louison Bobet.

## Barème
| Course/Classement               | 1er | 2e | 3e | 4e | 5e | 6e | 7e | 8e | 9e | 10e | 11e | 12e | 13e | 14e | 15e |
| ------------------------------- | --- | -- | -- | -- | -- | -- | -- | -- | -- | --- | --- | --- | --- | --- | --- |
| Tour d'Italie et Tour de France | 40  | 34 | 30 | 26 | 22 | 20 | 18 | 16 | 14 | 12  | 10  | 8   | 6   | 4   | 2   |
| Autres épreuves                 | 20  | 17 | 15 | 13 | 11 | 10 | 9  | 8  | 7  | 6   | 5   | 4   | 3   | 2   | 1   |

## Épreuves
| Date           | Course               | Pays             | Vainqueur          | Équipe                 |
| -------------- | -------------------- | ---------------- | ------------------ | ---------------------- |
| 19 mars        | Milan-San Remo       | Italie           | Louison Bobet      | Bottecchia-Ursus       |
| 1er avril      | Tour des Flandres    | Belgique         | Fiorenzo Magni     | Ganna                  |
| 8 avril        | Paris-Roubaix        | France           | Antonio Bevilacqua | Benotto-Ursus-Fiorelli |
| 15 avril       | Paris-Bruxelles      | France/ Belgique | Jean Guéguen       | Mercier-Hutchinson     |
| 21 avril       | Flèche wallonne      | Belgique         | Ferdi Kübler       | Tebag                  |
| 22 avril       | Liège-Bastogne-Liège | Belgique         | Ferdi Kübler       | Tebag                  |
| 29 mai-10 juin | Tour d'Italie        | Italie           | Fiorenzo Magni     | Ganna                  |
| 15-21 juin     | Tour de Suisse       | Suisse           | Ferdi Kübler       | Tebag                  |
| 4-29 juillet   | Tour de France       | France           | Hugo Koblet        | Suisse                 |
| 7 octobre      | Paris-Tours          | France           | Jacques Dupont     | Peugeot-Dunlop         |
| 21 octobre     | Tour de Lombardie    | Italie           | Louison Bobet      | Bottecchia-Ursus       |

## Classements finals

### Individuel
| Pos. | Coureur                   | Équipe                                    | Points |
| ---- | ------------------------- | ----------------------------------------- | ------ |
| 1    | Louison Bobet (FRA)       | Bottecchia-Ursus et Stella-Dunlop         | 97     |
| 2    | Ferdi Kübler (SUI)        | Frejus et Tebag                           | 96     |
| 3    | Fiorenzo Magni (ITA)      | Ganna                                     | 90     |
| 4    | Hugo Koblet (SUI)         | Cilo, La Perle-Hutchinson et Guerra-Ursus | 77     |
| 5    | Gino Bartali (ITA)        | Bartali                                   | 69     |
| 6    | Rik Van Steenbergen (BEL) | Girardengo, Condor et Mercier-Hutchinson  | 68     |
| 7    | Fausto Coppi (ITA)        | Bianchi-Pirelli                           | 53     |
| 8    | Bernard Gauthier (FRA)    | Mercier-Hutchinson                        | 51     |
| 9    | Raymond Impanis (BEL)     | Alcyon-Dunlop et Girardengo               | 40     |
| 10   | Pierre Barbotin (FRA)     | Bottecchia-Ursus et Stella-Dunlop         | 37     |

### Pays
Pour le classement par pays, les points des cinq meilleurs coureurs par course sont additionnés.
| Pos. | Pays       | Points |
| ---- | ---------- | ------ |
| 1    | France     | 483    |
| 2    | Italie     | 474    |
| 3    | Belgique   | 302    |
| 4    | Suisse     | 218    |
| 5    | Luxembourg | 22     |